# Madhu Dandavate
Madhu Dandavate (* 21. Januar 1924 in Ahmadnagar, Maharashtra; † 12. November 2005 in Mumbai, Maharashtra) war ein indischer sozialistischer Politiker und Physiker.
Madhu Dandavate studierte am Royal Institute of Science in Bombay und lehrte 1946 bis 1971 Physik an der Universität Bombay. Er engagierte sich schon als Student politisch für die Unabhängigkeit und führte 1955 eine Unabhängigkeitsbewegung im portugiesischen Goa. Er war von 1971 bis 1990 fünf Mal Abgeordneter der Lok Sabha. Unter Indira Gandhi und Rajiv Gandhi war er einer der Führer der Opposition im Parlament und war während dieser Zeit (genau wie seine Frau, aber von ihr getrennt) 1975 für 18 Monate im Gefängnis. Unter der Regierung von Vishwanath Pratap Singh war er Finanzminister und unter Morarji Desai Eisenbahnminister. Der indischen Bevölkerung ist er aus dieser Zeit wegen der Einführung bequemerer Sitzbänke in den Eisenbahnen in Erinnerung. 1990 und 1996 bis 1998 war er Vorsitzender (Deputy Chairman) der indischen Planungskommission.
Er spielte eine führende Rolle im Konkan-Eisenbahnprojekt.
Dandavate, der aus einer Deshastha-Brahmanenfamilie stammt, war mit der bekannten Politikerin Pramila Dandavate verheiratet, die 2002 starb. Madhu Dandavate starb am 12. November 2005, im Jaslok Hospital in Mumbai, an Krebs.
Er ist der Autor mehrerer Bücher, darunter Marx und Gandhi.